# Telemarkkanaal

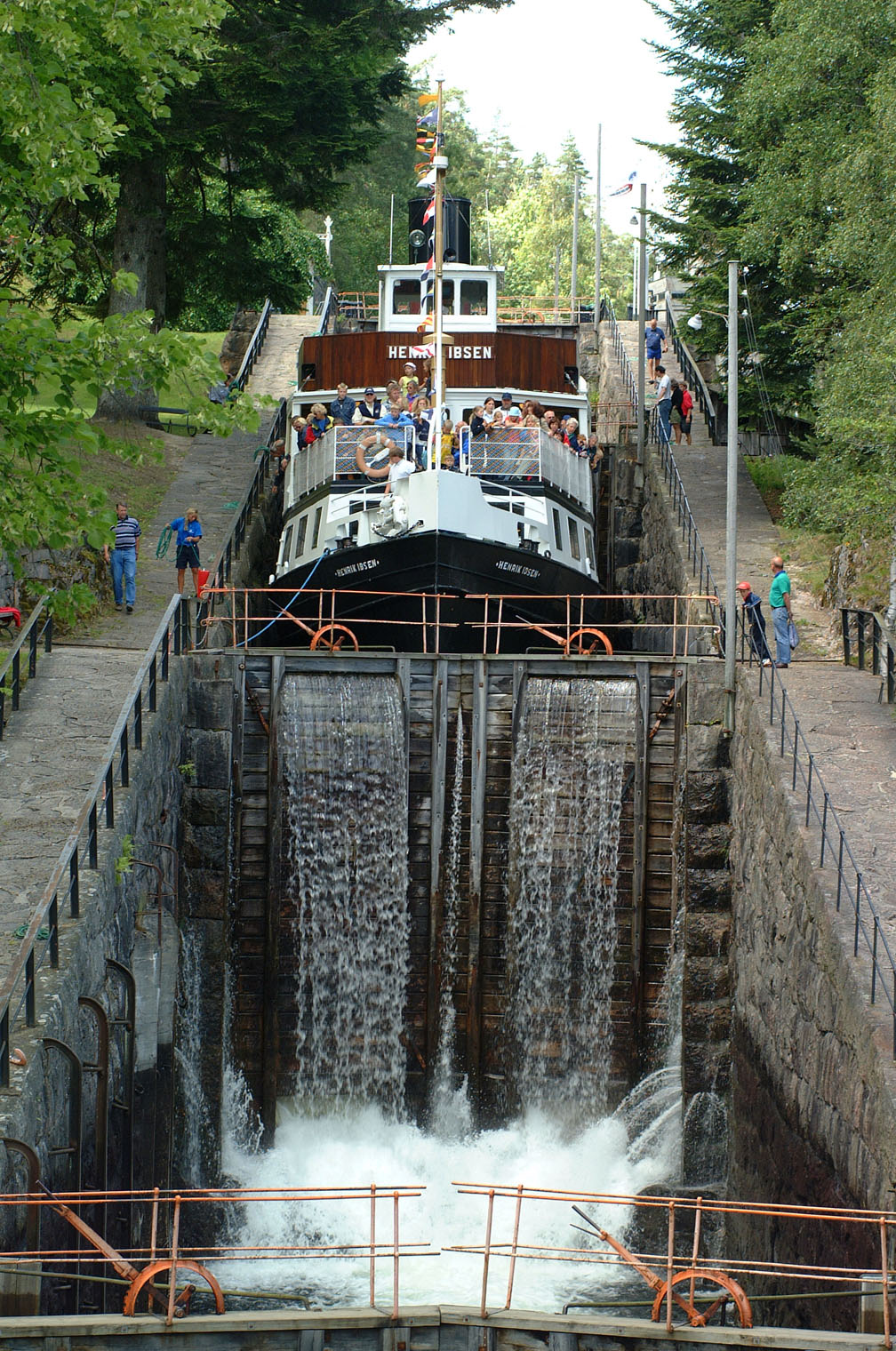
Telemarkkanaal

Het Telemarkkanaal (Telemarkskanalen) in Noorwegen bestaat uit twee kanalen, waarvan het Norsjø-Skienkanaal met sluizen in Skien en Løveid, gebouwd in 1854 tot 1861, het oudste is.
Het andere kanaal is het Bandak-Norsjøkanaal, geopend in 1892. In Europa werd dit kanaal gezien als het achtste wereldwonder. Het Bandak-Nordsjøkanaal was gebouwd voor het transport van goederen en passagiers en ter voorkoming van overstromingen.
Passagiersboten zoals de Henrik Ibsen en de Victoria varen van Skien tot Dalen via Kviteseid. De Victoria vaart door het Norsjø-Skienkanaal sinds 1882 en het Bandak-Norsjøkanaal sinds de opening.

## Maximum verkeer op het Telemarkskanaal
|            | Meter | Voet | Opmerkingen                  |
| ---------- | ----- | ---- | ---------------------------- |
| Masthoogte | 16    | 52,5 | tot 12.8 m bij Ulefoss–Dalen |
| Lengte     | 31,4  | 100  |                              |
| Breedte    | 6,6   | 21   |                              |
| Diepgang   | 2,5   | 8    |                              |

## Sluizen
Het Telemarkkanaal heeft 18 sluizen, is 105 km lang en heeft een hoogteverschil van 72 meter. De grootste sluis is in Vrangfoss met vijf kamers en een hoogteverschil van 23 meter.
| Plaats    | Hoogte | Kamers | Tijd   |
| --------- | ------ | ------ | ------ |
| Skien     | 5 m    | 1      | 20 min |
| Løveid    | 10.3 m | 3      | 35 min |
| Ulefoss   | 10.7 m | 3      | 40 min |
| Eidsfoss  | 10 m   | 2      | 30 min |
| Vrangfoss | 23 m   | 5      | 60 min |
| Lunde     | 3 m    | 1      | 15 min |
| Kjeldal   | 3 m    | 1      | 15 min |
| Hogga     | 7 m    | 2      | 25 min |